# Granulobasidium
Granulobasidium es un género de hongos de la familia Cyphellaceae.